# E. Remington and Sons
A E. Remington and Sons, era um fabricante de armas de fogo e máquinas de escrever. Fundada em 1816 por Eliphalet Remington em Ilion, Nova Iorque, em 1º de março de 1873 tornou-se conhecida por fabricar a primeira máquina de escrever comercial.

## Histórico

### O cano de rifle

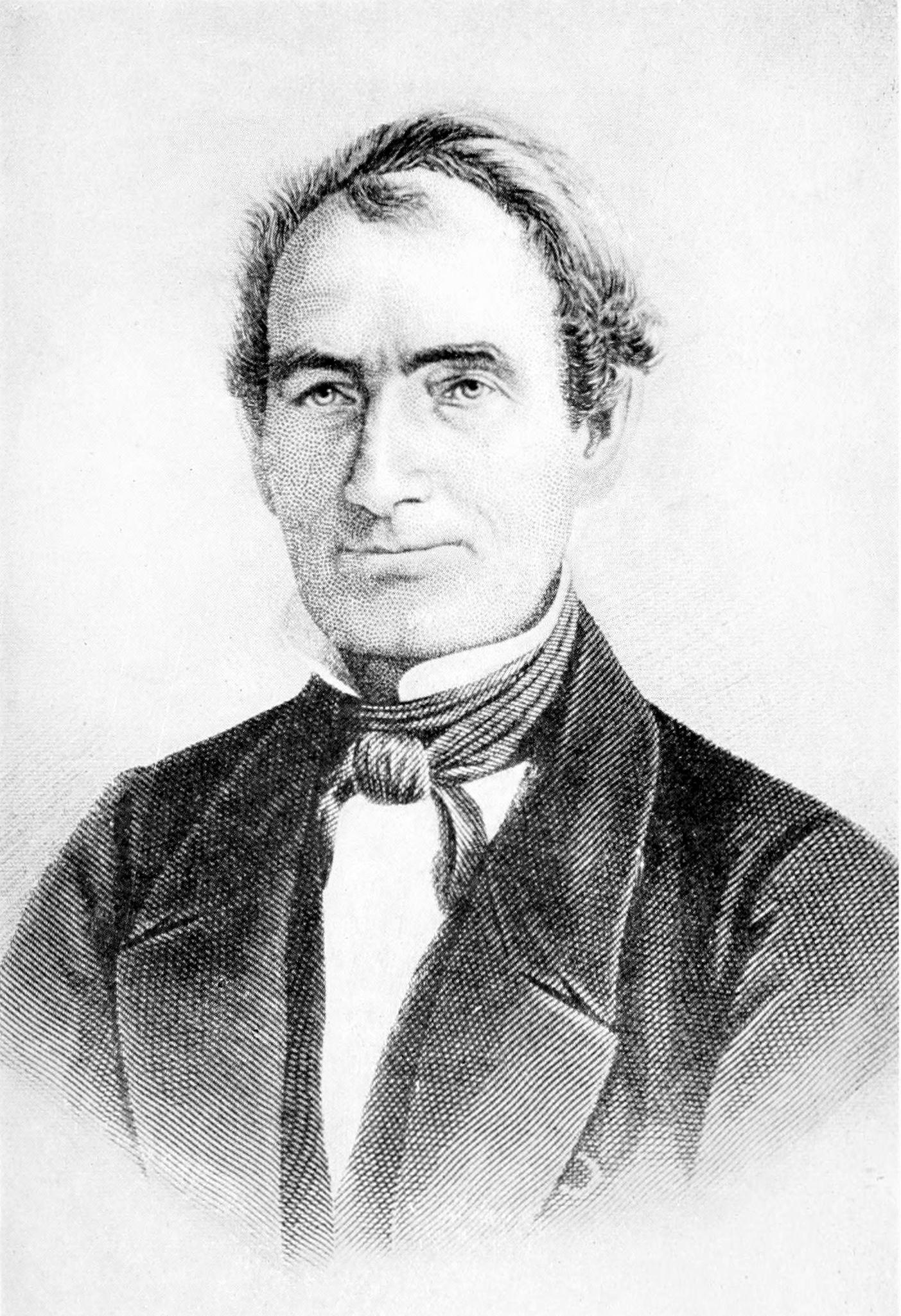
Eliphalet Remington.

Existem duas versões da história de origem do cano do primeiro rifle Remington. Uma, afirma que o Remington mais jovem queria comprar um rifle e não tinha dinheiro para comprar um, então ele fez o seu próprio; outra, afirma que ele forjou um cano para ver se ele poderia construir um rifle melhor do que ele poderia comprar. Em ambas as versões, ele leva o cano a um armeiro para que fosse feito o estriamento.
Eliphalet II forjou seu primeiro cano de rifle como um jovem ferreiro em 1816 e terminou em segundo lugar em uma competição de tiro local com ele. Apesar de não ter vencido essa competição, ele começou a fabricar canos para atender à crescente demanda por rifles de pederneira no Mohawk Valley. Com a conclusão do Canal de Erie, conectando Buffalo a Albany, o comércio no Mohawk Valley se expandiu notavelmente, assim como a demanda por canos de rifle.
Para atender ao aumento da demanda por canos de rifle, em 1828 os Remingtons mudaram sua forja e fundição de seu ambiente rural para 100 acres (0,4 km²) de terra que haviam comprado perto do canal e nas margens do rio Mohawk perto de uma cidade então chamada "Morgan's Landing" (mais tarde Ilion), Nova York. A mudança coincidiu com a morte do Eliphalet mais velho, e Eliphalet II assumiu o controle do negócio.

### Tornando-se "E. Remington & Sons"

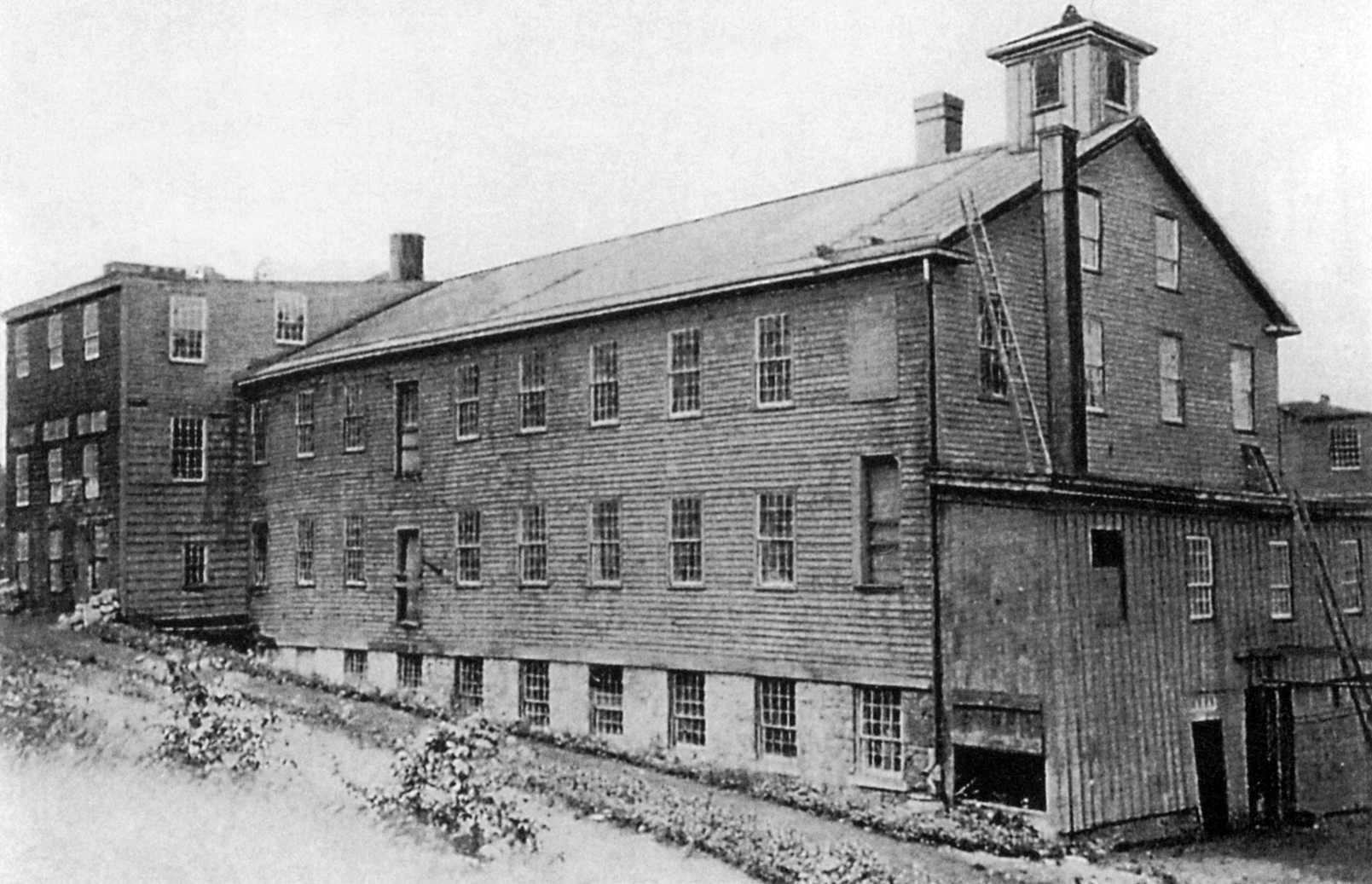
A fábrica da E. Remington and Sons em 1840.

Em 1839, Eliphalet junto com seu filho mais velho, Philo Remington, criou a empresa "E. Remington & Son"), e em 1845 seu segundo filho, Samuel, também se juntou à empresa, posteriormente denominado "E. Remington & Sons". O terceiro filho de Remington, Eliphalet III, mais tarde também se juntou à empresa. Durante este período, os Remingtons se especializaram quase exclusivamente na fabricação de canos de rifle. Estes canos, eram identificados com a marca "REMINGTON" junto aos ferrolhos, eram reconhecidos pela sua qualidade e preço razoável. Muitos, senão a maioria, dos armeiros independentes no Mohawk Valley compraram canos completos (mas não estriados) de Remington e os montaram em armas de fogo personalizadas encomendadas por seus clientes. Com o aumento da demanda, os Remingtons adicionaram outras peças ao seu estoque, primeiro travas de percussão feitas em Birmingham, Inglaterra, mas estampadas com a marca "REMINGTON", e mais tarde conjuntos de peças de latão para armas, incluindo guarda-mato, soleira e também os estojos de coronha, chamados "patch boxes". Depois de 1846, as armas militares longas e e depois a produção de revólver dominaram a linha de produção da empresa.

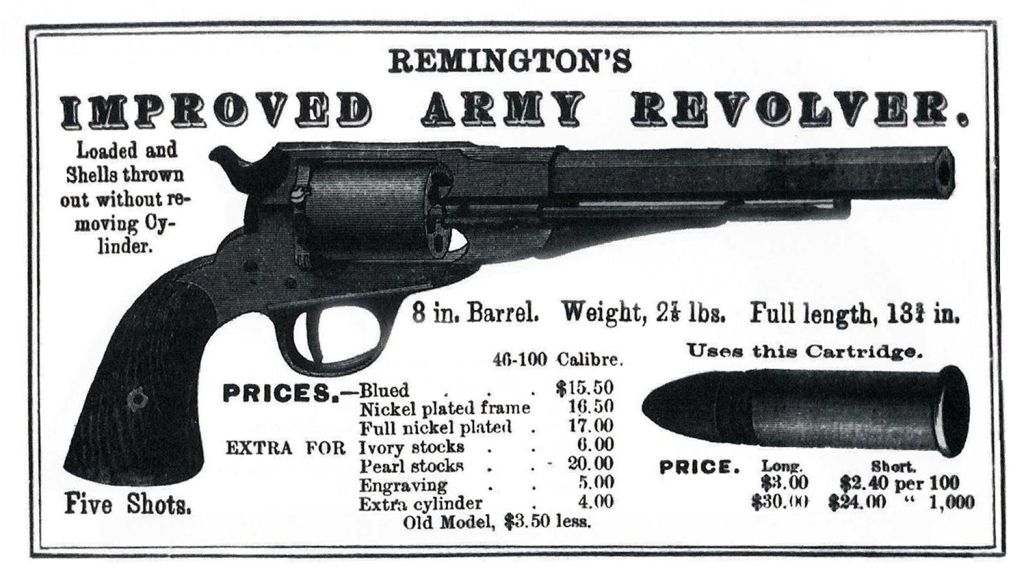
Anúncio de um revólver Remington.

Em 1848, a empresa comprou maquinário de fabricação de armas da Ames Manufacturing Company de Chicopee, Massachusetts, e assumiu um contrato para a produção de carabinas Jenks de percussão e por retrocarga para a Marinha dos Estados Unidos. Foi a Remington que forneceu à Marinha dos Estados Unidos seu primeiro rifle por retrocarga. A Remington forneceu rifles ao Exército dos Estados Unidos na Guerra Mexicano-Americana (1846 a 1848). Pouco depois, a Remington assumiu um contrato inadimplente (por John Griffith de Cincinnati) por 5.000 rifles de percussão M1841 Mississippi dos EUA. Com base no sucesso do atendimento a esses pedidos, contratos subsequentes surgiram na década de 1850.
Em 1856, o negócio foi ampliado para incluir a fabricação de implementos agrícolas. Após a morte de Eliphalet em 1861, seu filho, Philo, assumiu a empresa durante a Guerra Civil e diversificou a linha de produtos para incluir máquinas de costura (fabricadas de 1870 a 1894) e máquinas de escrever (1873), ambas exibidas na Exposição Universal de 1876.

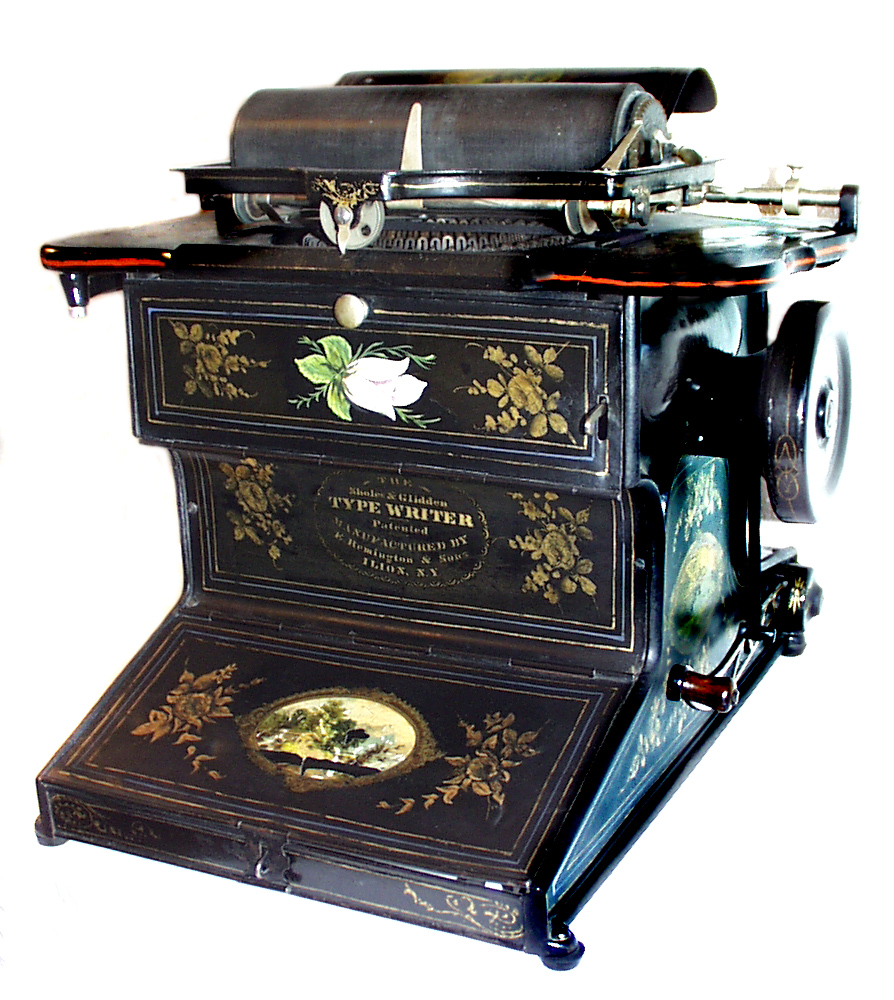
A máquina de escrever Sholes & Glidden.

### Máquina de escrever Remington
Em 23 de junho de 1868, uma patente foi concedida a Christopher Sholes, Carlos Glidden e Samuel W. Soulé para uma "Type-Writer", que eventualmente foi desenvolvido na máquina de escrever Sholes e Glidden, o primeiro dispositivo que permitiu a um operador digitar substancialmente mais rápido do que uma pessoa poderia escrever à mão. A patente (US 79.265) foi vendida por US $ 12.000 para a Densmore e Yost, que fez um acordo com a E. Remington and Sons (então famosa como fabricante de máquinas de costura), para comercializar o que era conhecido como "Sholes and Glidden Type-Writer". A Remington iniciou a produção de sua primeira máquina de escrever em 1º de março de 1873 em Ilion, Nova York. Essa máquina de escrever introduziu o padrão QWERTY de teclado, desenhado por Sholes, e o sucesso da Remington nº 2 de 1878 - a primeira máquina de escrever a incluir letras maiúsculas e minúsculas por meio de uma tecla shift - levou à popularidade do layout QWERTY.

## Empresas sucessoras

### Remington Arms

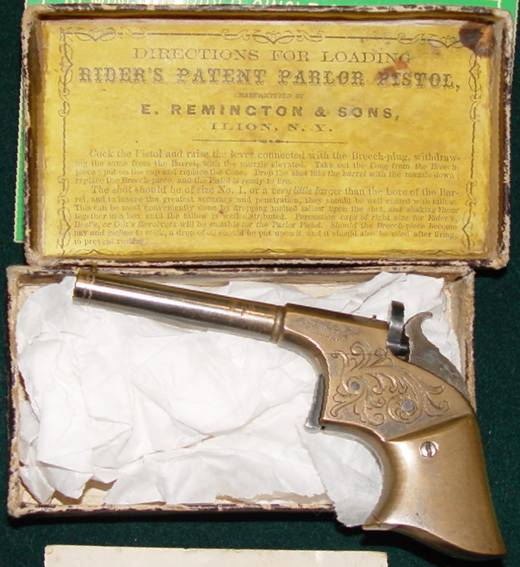
A pistola Remington-Rider "Parlor".

A E. Remington & Sons forneceu uma grande proporção das armas pequenas usadas pelo governo dos Estados Unidos na Guerra Civil (1861 a 1865). Em 7 de março de 1888, a propriedade da E. Remington & Sons deixou a família Remington e foi vendida aos novos proprietários, a Hartley and Graham de Nova York e a Winchester Repeating Arms Company de New Haven, momento em que o nome foi formalmente alterado para Remington Arms Company.
Além disso, a Remington foi um dos fabricantes de armas de maior sucesso no comércio mundial de armas entre 1867 e 1900, especificamente por meio da exportação do rifle Remington Rolling Block. Este rifle de cartucho de pólvora negra de grande calibre e tiro único foi exportado aos milhões em todo o mundo, incluindo remessas para a França, Egito, Dinamarca, Noruega, Suécia, Bélgica, Argentina, México e os Estados Papais. Foi um importante fornecedor de armas de pequeno porte usadas pelo governo dos Estados Unidos na Primeira Guerra Mundial (envolvimento dos EUA de 1917 a 1918) e na Segunda Guerra Mundial (envolvimento dos EUA de 1941 a 1945).

### Remington Typewriter Company

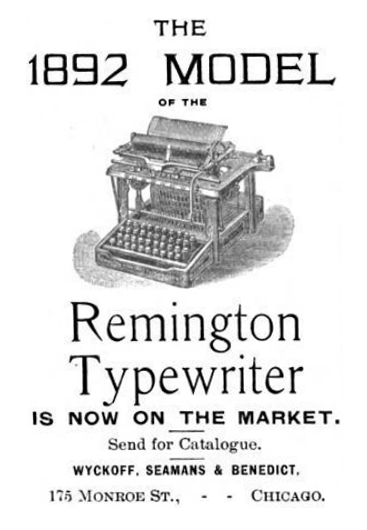
Anúncio de máquina de escrever Remington de 1892.

Em 1886, a E. Remington and Sons vendeu seu negócio de máquinas de escrever para a Standard Typewriter Manufacturing Company, Inc. Incluídos estavam os direitos de uso do nome Remington. Os compradores foram William O. Wyckoff, Harry H. Benedict e Clarence Seamans, todos os quais trabalharam para a Remington.
A Standard Typewriter mudou seu nome em 1902 para Remington Typewriter Company. Esta empresa se fundiu em 1927 com a Rand Kardex Bureau para formar a Remington Rand, que continuou a fabricar equipamentos de escritório e mais tarde se tornou uma grande empresa de computadores, além de fabricar barbeadores elétricos.